# Maria Königin der Apostel (Oberweimar)

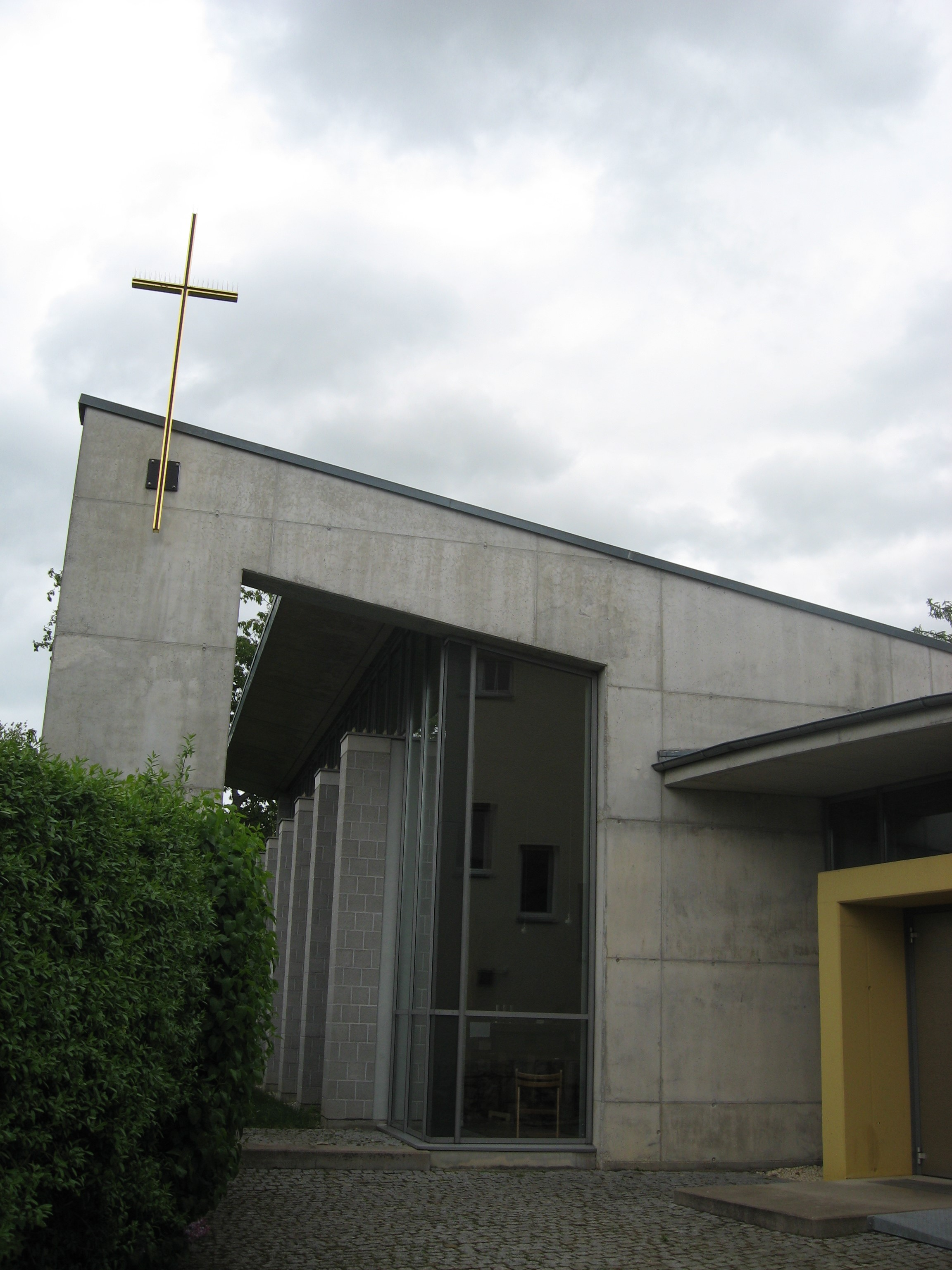
Katholische Marienkirche in Oberweimar Regina Apostolorum

Die römisch-katholische Filialkirche Maria Königin der Apostel (auch Maria Regina Apostolorum) steht in Oberweimar in der thüringischen kreisfreien Stadt Weimar. Sie ist Filialkirche der Pfarrei Herz Jesu Weimar im Dekanat Weimar des Bistums Erfurt. Sie trägt das Patrozinium Maria Königin der Apostel.

## Lage
Die Kirche befindet sich in der Taubacher Straße 9 in Oberweimar.

## Geschichte
Seit dem 19. Jahrhundert gehörten die katholischen Einwohner Oberweimars zur Kirchengemeinde Weimar. Nach dem Zweiten Weltkrieg wuchs ihre Anzahl durch die Ankunft von Vertriebenen aus den ehemaligen deutschen Ostgebieten. Um bessere geistliche Betreuung zu ermöglichen, wurde der frühere Festsaal des ortsansässigen Gasthauses Lemser zum Gemeinde- und Gottesdienstzentrum umgebaut und am  1. März 1947 bezogen. Am 21. November 1950 erhielt die Notkirche das Patronat der „Apostelkönigin Maria“. Die Gemeindeseelsorge übernahmen Angehörige des Pallottinerordens.
Nach der Wende 1989 wuchs der Wunsch nach einer eigenen Kirche, dessen Verwirklichung durch die Erweiterung der nicht mehr verpachteten Halle beschleunigt wurde. Am Festtag Mariä Himmelfahrt 1996 wurde der Grundstein gelegt und am 27. Oktober 1996 wurde die Kirche durch Bischof Joachim Wanke eingeweiht.
Zuständig für die Verwaltung und Seelsorge ist das Katholische Pfarramt Herz Jesu in Weimar, Paul-Schneider-Straße 3.

## Architektur
Den Entwurf des modernen Betonbaus mit hellem Innenraum lieferte der Weimarer Architekt Ulrich Junk. Das Dach des Gotteshauses ruht auf zehn Pfeilern, seine Wände stehen frei. Oberlichter an der rechten und der linken Seitenwand öffnen gleichsam den Innenraum nach außen. Altar, Tabernakel und Kanzel sind aus italienischem Travertin gefertigt und ruhen auf Metallfundamenten. Den neuen Tabernakel lieferten die Lindner-Werkstätten in Erfurt.